# پروژه رزی
رمان پروژه رزی (به انگلیسی: The Rosie Project) اولین اثر نویسنده استرالیایی گرام سیمسیون است که در سال ۲۰۱۳ به چاپ رسیده و ترجمه فارسی آن در سال ۱۳۹۵ توسط نشر مرکز و همچنین انتشارات کتابسرای تندیس به چاپ رسیده‌است. داستان این رمان دربارهٔ پروفسور دان تیلمن است که استاد ژنتیک است و هرچند هوش سرشاری دارد در ارتباط اجتماعی با دیگران موفق نیست. این مشکلات باعث شده‌است که او نتواند شریک زندگی مناسبی برای خودش دست و پا کند.
جلد دوم این کتاب با نام تأثیر رزی (به انگلیسی: The Rosie Effect)، در سال ۲۰۱۴ عرضه شد و ترجمه فارسی آن در سال ۱۳۹۵ توسط انتشارات کتابسرای تندیس به چاپ رسیده‌است. این کتاب همچنین در سال ۱۳۹۷ با نام «پدیده رزی» توسط انتشارات مرکز به چاپ رسیده‌است.
جلد سوم این مجموعه، با نام نتیجه رزی (به انگلیسی: The Rosie result)، در سال ۱۴۰۰ توسط انتشارات کتابسرای تندیس ترجمه و چاپ شد.

## اقتباس
در سپتامبر ۲۰۱۴ اعلام شد که سونی پیکچرز، حقوق ساخت فیلمی بر اساس کتاب پروژه رزی را بدست آورده‌است. سیمشن پیش‌نویس نخست فیلم نامه را نوشت و سپس اسکات نوستیدر و مایکل اچ وبر برای نگارش نسخه نهایی به کار افزوده شدند. فیل لرد و کریستوفر میلر نیز به عنوان کارگردان انتخاب شدند. در ژوئیه ۲۰۱۵ جنیفر لارنس به عنوان بازیگر نقش اول زن فیلم برگزیده شد اما در اکتبر ۲۰۱۵، انصراف داد. در ادامه لرد و میلر نیز برای اجرای پروژه‌هایی دیگر، انصراف دادند و در ژوئیه ۲۰۱۵، بحث‌هایی بر سر جایگزینی آن‌ها با ریچارد لینکلیتر شد. اما بعد از خروج لارنس از کار، لینکلیتر نیز کار را نپذیرفت.

## بازخورد
بازخوردهای انتقادی پروژه رزی اغلب مثبت بودند و کتاب در چند کشور، جزء بهترین فروش‌ها قرار گرفت. ان پی آر نقد خوش‌بینانه‌ای از این کار داشت و آن را فریبنده نامید.